# 아더와 미니모이 2: 셀레니아 공주 구출 작전
《아더와 미니모이 2: 셀레니아 공주 구출 작전》(프랑스어: Arthur et la Vengeance de Maltazard)은 2009년 개봉한 프랑스의 실사와 애니메이션으로 구성된 판타지 영화이다.